# 공군수사단
공군수사단은 대한민국 공군의 수사에 특화된 군사경찰단이다.

## 역사
2021년 공군 부사관 성추행 피해 사망 사건을 계기로 각 공군기지에 있는 군사경찰대대 소속 수사대를 병합하여 2022년 1월 1일에 공군본부 직할부대로서 창설되었다. 5개 광역수사대와 과학수사센터로 편성되었다. 수사 기능이 빠졌으므로, 공군 군사경찰대의 임무는 주둔하는 기지에 대한 무력방호와 법집행, 대테러 활동으로 줄어들었다.

## 조직
- 부대
  - 중앙수사대
  - 제1광역수사대, 오산 공군기지
  - 제2광역수사대, 대구 공군기지
  - 제3광역수사대, 원주 공군기지
  - 제4광역수사대, 진주 공군기지
  - 제5광역수사대, 청주 공군기지
- 기관
  - 과학수사센터로

## 같이 보기
- 공군검찰단, 한 개의 고등검찰부와 다섯 개의 보통검찰부
- 육군수사단
- 해군수사단

## 참고
1. ↑  정동훈 (2021년 6월 22일). “일선 부대 군사경찰 폐지…참모총장 직속 수사단 신설”. MBC 뉴스. 2023년 5월 2일에 확인함.
2. ↑  조빛나 (2021년 10월 1일). “공군, 본부 직할 ‘수사단’ 창설…군사경찰은 기지방호·질서유지만”. KBS 뉴스. 2023년 6월 18일에 확인함.